# Rostbukig mes
Rostbukig mes (Melaniparus rufiventris) är en tätting i familjen mesar som förekommer i centrala Afrika.

## Kännetecken

### Utseende
Rostbukig mes är en stor (14–15 cm) mes med svart på huvud och bröst och rostfärgad undersida. Vingarna är svarta med vita kanter på vingpennorna och även stjärten är svart, medan ovansidan i övrigt är grå. Den adulta fågeln har gula ögon, ungfågeln bruna. Den liknande och nära släktingen (eller underarten) gräddbukig mes (Melaniparus pallidiventris) har mörkgrått bröst, urvattnad blekare undersida och bruna ögon i alla åldrar.

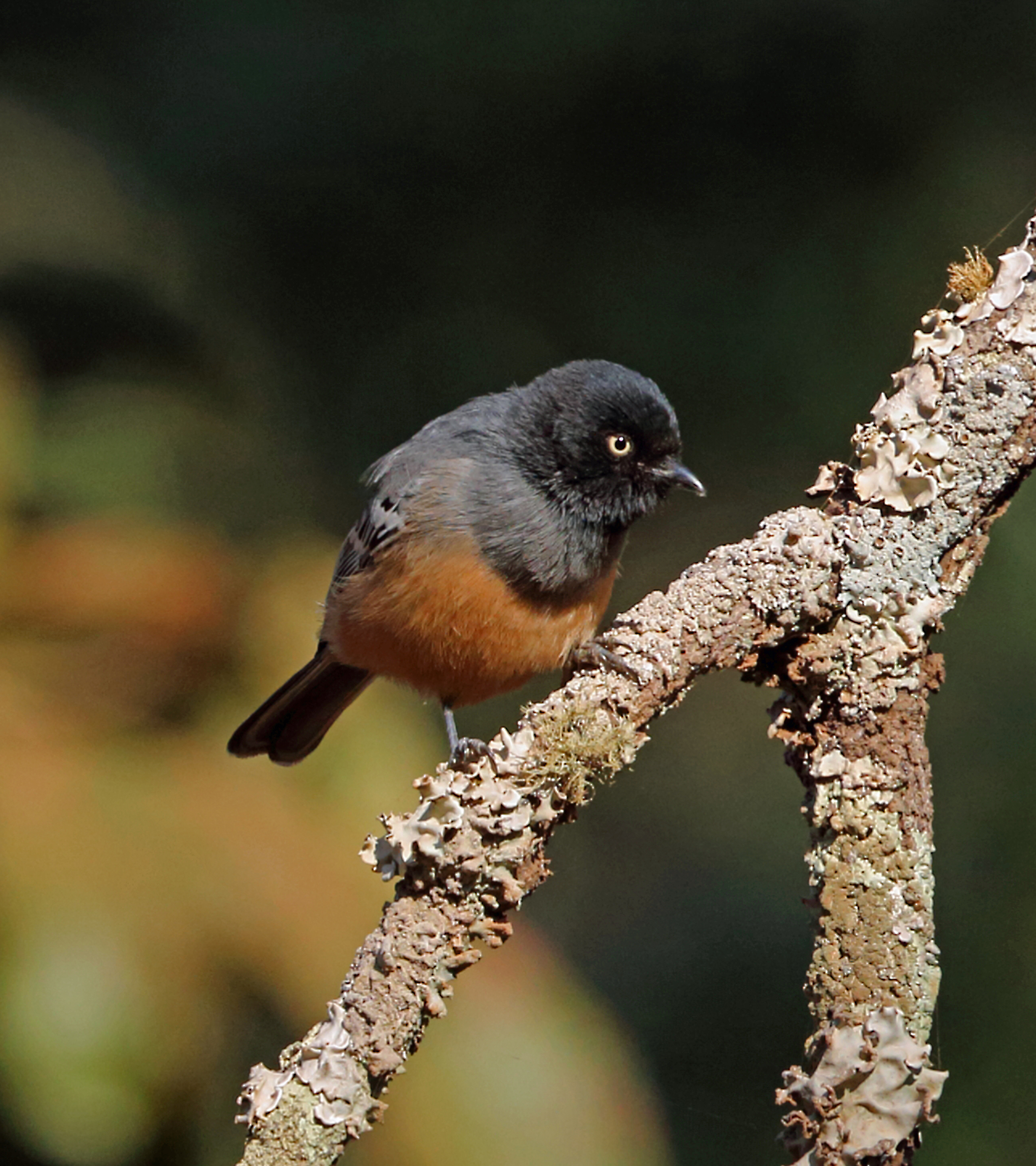
Rostbukig mes i Sakania, Demokratiska republiken Kongo.

### Läten
Rostbukiga mesens läte beskrivs i engelsk litteratur som hårda "chrrr chrrr", medan sången är ett klart "chick-wee chick-wee".

## Utbredning och systematik
Rostbukig mes delas in i tre underarter med följande utbredning:
- Melaniparus rufiventris rufiventris – södra Republiken Kongo och södra Demokratiska republiken Kongo till centrala Angola och centrala Zambia
- Melaniparus rufiventris masukuensis – sydöstra Demokratiska republiken Kongo, östra Zambia och Malawi
- Melaniparus rufiventris diligens – södra Angola, norra Namibia, sydvästra Zambia och nordvästra Botswana

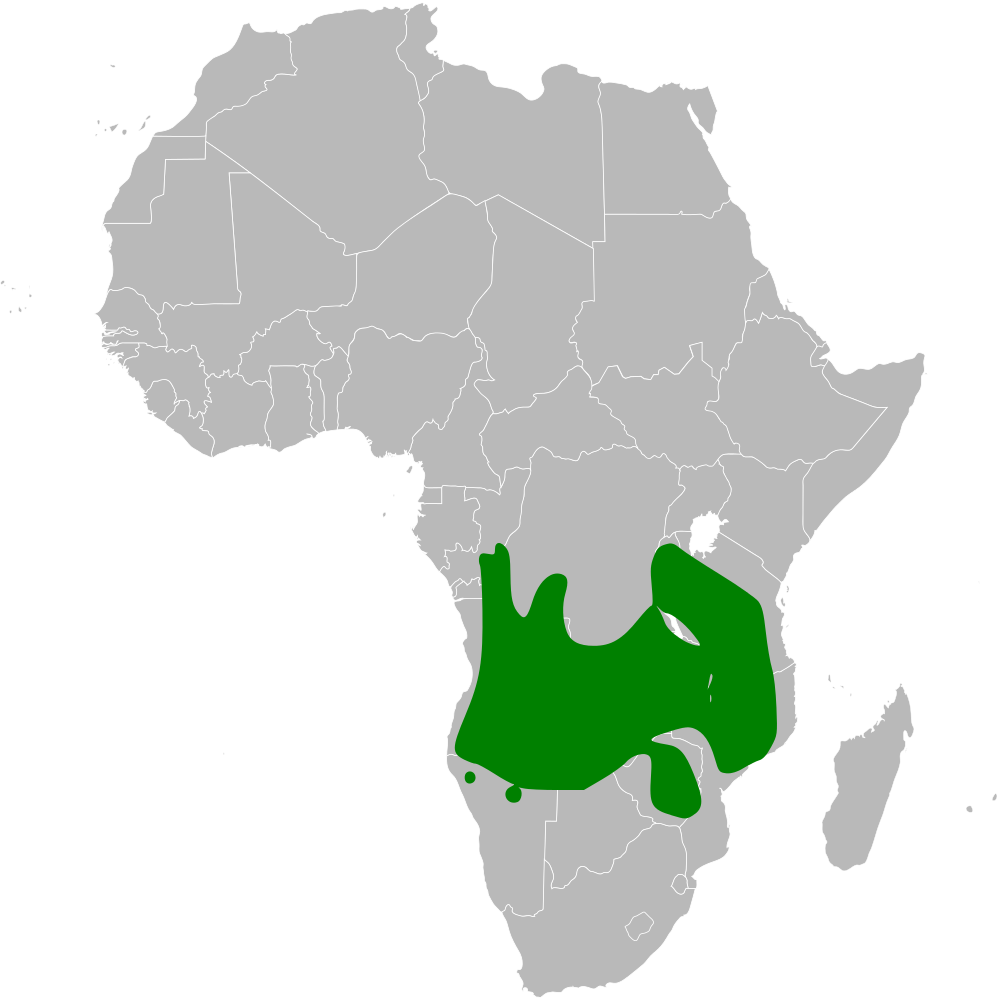
Artens utbredningsområde.

Gräddbukig mes (M. pallidiventris) behandlas ofta som en underart till rostbukig mes.

### Släktestillhörighet
Sotmesen placerades tidigare liksom övriga mesar i Afrika i släktet Parus, men har lyfts ut till det egna släktet Melaniparus efter genetiska studier från 2013 som visade att de utgör en distinkt utvecklingslinje.

## Levnadssätt
Rostbukig mes förekommer i subtropiska eller tropiska torra miomboskogar. Den lever huvudsakligen av små ryggradslösa djur och larver. Fågeln ses i par, små grupper eller artblandade flockar. Häckningsbiologin är dåligt känd, men möjligen häckar den kooperativt efter observationer av fyra individer som letade boplats i Angola. Den häckar mellan september och december. Arten är stannfågel.

## Status och hot
Arten har ett stort utbredningsområde, men tros minska i antal, dock inte tillräckligt kraftigt för att den ska betraktas som hotad. Internationella naturvårdsunionen IUCN listar arten som livskraftig (LC).